# Dendropoma lituella
Dendropoma lituella is een slakkensoort uit de familie van de Vermetidae. De wetenschappelijke naam van de soort is voor het eerst geldig gepubliceerd in 1861 door Mörch.